# Gore Range
Gore Range je pohoří ve střední části státu Colorado, ve Spojených státech amerických. Je součástí amerických Jižních Skalnatých hor. Nejvyšší hora pohoří Mount Powell má 4 135 m.

## Geografie
Pohoří se rozkládá od průsmyku Gore Pass na severu jižně až jihovýchodně ke kaňonu Tenmile Gorge. Délka pohoří je okolo 110 km.
Gore Range na severu navazuje na pohoří Park Range, na jihozápadě pak leží pohoří Sawatch Range. Západně se rozkládá náhorní plošina řeky Yampa River, východně náhorní plošina Middle Park (výška okolo 2 500 m) a pohoří Front Range. Na jihu leží pohoří Tenmile Range a Mosquito Range.
V kaňonu Gore Canyon protíná pohoří řeka Colorado.

## Historie

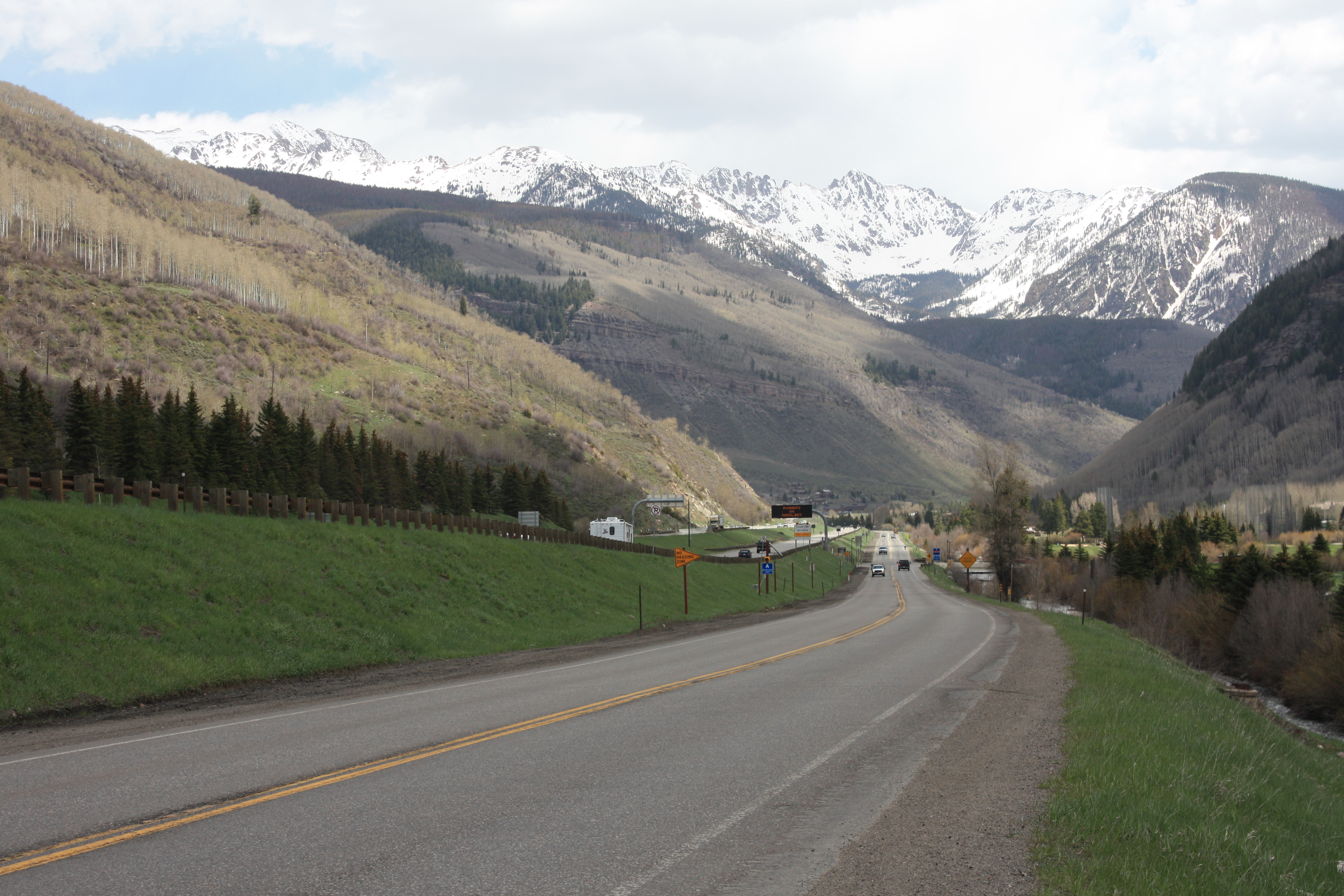
Pohled na pohoří z města Vail

V roce 1868 stanul na vrcholu hory Mount Powell major John Wesley Powell, podle něhož je hora pojmenovaná. Říká se, že dnešní Gore Range si zachovalo stejnou divokost a původní krajinu, jako když major Powell stál se svojí skupinou na vrcholu hory. V pohoří se nenašly žádné rudy, ani drahé kovy. Pohoří je příliš skalnaté a obtížně prostupné. Vedle prospektorů, tak zůstávali stranou i lovci kožešin, kteří se při průchodu pohořím obávali zranění koní a mezků. I v průběhu 20. století budily ostré vrcholy hor hlavního hřebene respekt. V druhé polovině 20. století při plánování trasy silnice Interstate 70 byly pak přijaty připomínky organizace American Wilderness Aliance a původní trasa byla upravena tak, že prochází jižním obloukem okolo pohoří.